# Нижньо-Вазьке сільське поселення
Ни́жньо-Ва́зьке сільське поселення (рос. Нижне-Важское сельское поселение) — сільське поселення у складі Верховазького району Вологодської області Росії.
Адміністративний центр — присілок Науміха.

## Населення
Населення сільського поселення становить 1677 осіб (2019; 1675 у 2010, 1763 у 2002).

## Історія
Станом на 1999 рік існували Климушинська сільська рада (10 населених пунктів), Наумовська сільська рада (31 населений пункт) та Термензька сільська рада (18 населених пунктів). 2000 року утворено присілки Високе та Черемушки.
Станом на 2002 рік існували Климушинська сільрада (присілки Боровина, Бумажна Фабрика, Вахрушево, Івановська, Климушино, Криловська, Леоновська, Мартиновська, Петровська, Самово), Наумовська сільрада (присілки Абакумовська, Андрієвська, Афонинська, Балановська, Безим'янна, Большедворська, Борисовська, Велике Єфимово, Високе, Вороновська, Горка, Дудорово, Єксінське, Єлезовська, Звеглевиці, Ігумново, Істопочна, Костюнинська, Мале Єфимово, Марковська, Моїсеєвська, Науміха, Павлогорська, Погост Ільїнський, Потуловська, П'ятино, Руч'євська, Сергієвська, Сомицино, Спицинська, Черемушки, Якушеська, Яльничевська) та Термензька сільрада (присілки Березовська, Горка, Каліч'є, Кликово, Концевська, Коптяєвська, Коровино, Куколовська, Лимзіно, Мотовилово, Панинська, Пахомовська, Пісунінська, Підведеж'є, Стіховська, Трутневська, Філінська, Фроловська).
2006 року сільради перетворено в сільські поселення.
23 грудня 2015 року ліквідовано Климушинське сільське поселення, Наумовське сільське поселення та Термензьке сільське поселення, їхні території утворили нове Нижньо-Вазьке сільського поселення.

## Склад
До складу сільського поселення входять:
| Населений пункт             | Населення, осіб (2002) | Населення, осіб (2010) |
| --------------------------- | ---------------------- | ---------------------- |
| Абакумовська, присілок      | 20                     | 16                     |
| Андрієвська, присілок       | 11                     | 4                      |
| Афонинська, присілок        | 12                     | 11                     |
| Балановська, присілок       | 11                     | 14                     |
| Безим'янна, присілок        | 111                    | 95                     |
| Березовська, присілок       | 0                      | 0                      |
| Большедворська, присілок    | 24                     | 28                     |
| Борисовська, присілок       | 1                      | 1                      |
| Боровина, присілок          | 73                     | 84                     |
| Бумажна Фабрика, присілок   | 8                      | 4                      |
| Вахрушево, присілок         | 31                     | 24                     |
| Велике Єфимово, присілок    | 104                    | 88                     |
| Високе, присілок            | 7                      | 35                     |
| Вороновська, присілок       | 1                      | 0                      |
| Горка, присілок             | 3                      | 0                      |
| Горка, присілок             | 16                     | 14                     |
| Дудорово, присілок          | 16                     | 21                     |
| Єлезовська, присілок        | 0                      | 4                      |
| Звеглевиці, присілок        | 15                     | 9                      |
| Івановська, присілок        | 4                      | 4                      |
| Ігумново, присілок          | 0                      | 11                     |
| Істопочна, присілок         | 17                     | 10                     |
| Йоксінське, присілок        | 57                     | 59                     |
| Каліч'є, присілок           | 13                     | 17                     |
| Кликово, присілок           | 32                     | 32                     |
| Климушино, присілок         | 288                    | 249                    |
| Концевська, присілок        | 0                      | 0                      |
| Коптяєвська, присілок       | 41                     | 32                     |
| Коровино, присілок          | 9                      | 3                      |
| Костюнинська, присілок      | 20                     | 14                     |
| Криловська, присілок        | 3                      | 0                      |
| Куколовська, присілок       | 243                    | 230                    |
| Леоновська, присілок        | 14                     | 6                      |
| Лимзіно, присілок           | 3                      | 5                      |
| Мале Єфимово, присілок      | 10                     | 3                      |
| Марковська, присілок        | 25                     | 23                     |
| Мартиновська, присілок      | 16                     | 14                     |
| Моїсеєвська, присілок       | 15                     | 6                      |
| Мотовилово, присілок        | 6                      | 4                      |
| Науміха, присілок           | 251                    | 266                    |
| Павлогорська, присілок      | 0                      | 0                      |
| Панинська, присілок         | 15                     | 6                      |
| Пахомовська, присілок       | 12                     | 9                      |
| Петровська, присілок        | 15                     | 17                     |
| Писунинська, присілок       | 11                     | 2                      |
| Підведеж'є, присілок        | 0                      | 0                      |
| Погост Ільїнський, присілок | 1                      | 1                      |
| Потуловська, присілок       | 49                     | 27                     |
| П'ятино, присілок           | 5                      | 5                      |
| Ручйовська, присілок        | 4                      | 4                      |
| Самово, присілок            | 7                      | 8                      |
| Сергієвська, присілок       | 2                      | 3                      |
| Сомицино, присілок          | 28                     | 58                     |
| Спицинська, присілок        | 7                      | 3                      |
| Стіховська, присілок        | 1                      | 1                      |
| Трутневська, присілок       | 0                      | 0                      |
| Філінська, присілок         | 13                     | 9                      |
| Фроловська, присілок        | 4                      | 1                      |
| Черемушки, присілок         | 48                     | 73                     |
| Якушевська, присілок        | 0                      | 0                      |
| Яльничевська, присілок      | 10                     | 8                      |